# Campylocera myopina
Campylocera myopina är en tvåvingeart som beskrevs av Wulp 1880. Campylocera myopina ingår i släktet Campylocera och familjen Pyrgotidae. Inga underarter finns listade i Catalogue of Life.